# Breaux Greer
Edward Ray Breaux (Breaux) Greer (Houston, 19 oktober 1976) is een voormalige Amerikaanse atleet, die gespecialiseerd was in het speerwerpen. Hij werd acht keer Amerikaans kampioen.

## Loopbaan
In 1996 werd Greer derde bij de olympische kwalificatiewedstrijden, maar behaalde niet de olympische limiet. In het seizoen 1998/1999 had hij te kampen met een elleboogblessure. Zijn elleboogproblemen werden verholpen door Dr. James Andrews in Birmingham.
Ondanks dat hij in 2000 de limiet wederom niet haalde, mocht Greer meedoen aan de Olympische Spelen van Sydney in 2000, omdat hij wel de kwalificatiewedstrijd had gewonnen. Op de Spelen behaalde hij bij het speerwerpen een twaalfde plaats. Vier jaar later deed hij opnieuw mee aan de Olympische Spelen van Athene en werd hij negentiende. Tijdens de kwalificatie gooide hij de verste afstand van het hele toernooi, maar dit resultaat kon hij in de finale niet laten zien vanwege een blessure. Tijdens de Olympische Spelen van Peking eindigde hij als 22ste.
In 2004 wierp Breaux Greer een Amerikaans record bij het speerwerpen met een afstand van 87,68 m. Hij deed dit tijdens de wereldatletiekfinale in Monaco. Op 20 mei 2007 verbeterde hij dit record opnieuw tijdens een wedstrijd in Californië tot 90,71 m. Hij scherpte dit record aan tot 91,29 m op 23 juni 2007 tijdens de Amerikaanse atletiekkampioenschappen in Indianapolis, niet alleen een Amerikaans record, maar zelfs een record voor geheel Noord- en Midden-Amerika.
Vanwege veel blessureleed is Greer na de Olympische Zomerspelen in Peking niet meer in actie gekomen.

## Trivia
Greer was in 2008 te zien in American Gladiators, een show waarin deelnemers het in verschillende fysieke spellen opnemen tegen onder anderen professionele atleten en bodybuilders.
Greer staat bekend om zijn extravagante haarstijl.
Greer heeft een relatie met actrice Katy Mixon, met wie hij in 2017 een kind kreeg.

## Titels
- Amerikaans kampioen speerwerpen - 2000, 2001, 2002, 2003, 2004, 2005, 2006, 2007

## Persoonlijk record
| Onderdeel   | Prestatie           | Datum        | Plaats       |
| ----------- | ------------------- | ------------ | ------------ |
| speerwerpen | 91,29 m (ex-AR; NR) | 21 juni 2007 | Indianapolis |

## Prestaties
Kampioenschappen
| Jaar | Wedstrijd              | Plaats        | Resultaat    | Extra                      |
| ---- | ---------------------- | ------------- | ------------ | -------------------------- |
| 2000 | Amerikaanse kamp.      |               | 1e           | 81,08 m                    |
|      | OS                     | Sydney        | 12e          | 79,91 m (in kwal. 82,63 m) |
| 2001 | Amerikaanse kamp.      |               | 1e           | 85,23 m                    |
|      | WK                     | Edmonton      | 4e           | 87,00 m                    |
|      | Goodwill Games         | Brisbane      | 2e           | 85,86 m                    |
| 2002 | Amerikaanse kamp.      |               | 1e           | 81,78 m                    |
| 2003 | Amerikaanse kamp.      |               | 1e           | 79,37 m                    |
|      | Pan-Amerikaanse Spelen | Santo Domingo | 3e           | 79,21 m                    |
| 2004 | Amerikaanse kamp.      |               | 1e           | 82,39 m                    |
|      | OS                     | Athene        | 12e          | 74,36 m (in kwal. 87,25 m) |
|      | Wereldatletiekfinale   | Monte Carlo   | 1e           | 87,68 m NR                 |
| 2005 | Amerikaanse kamp.      |               | 1e           | 79,19 m                    |
| 2006 | Amerikaanse kamp.      |               | 1e           | 85,40 m                    |
| 2007 | Amerikaanse kamp.      | Indianapolis  | 1e           | 91,29 m AR                 |
|      | WK                     | Osaka         | 3e           | 86,21 m                    |
| 2008 | OS                     | Peking        | 12e in kwal. | 73,68 m                    |

Golden League-podiumplaatsen
| Jaar | Wedstrijd             | Plaats      | Resultaat | Extra   |
| ---- | --------------------- | ----------- | --------- | ------- |
| 2001 | Golden Gala           | Rome        | 2e        | 81,59 m |
| 2004 | Memorial Van Damme    | Brussel     | 1e        | 86,52 m |
| 2006 | Meeting Gaz de France | Saint-Denis | 3e        | 85,45 m |
| 2007 | Bislett Games         | Oslo        | 2e        | 88,73 m |
|      | Meeting Gaz de France | Saint-Denis | 3e        | 85,64 m |
|      | Golden Gala           | Rome        | 3e        | 84,53 m |
|      | Weltklasse Zürich     | Zürich      | 3e        | 83,15 m |